# Волковинська Зінаїда Володимирівна
Зінаїда Володимирівна Волкови́нська (нар. 23 жовтня 1915, Одеса — пом. 4 травня 2010, Київ) — українська художниця. Членкиня Спілки радянських художників України з 1942 року.

## Біографія
Народилася 10 [23] жовтня 1915 року в місті Одесі (нині Україна). Протягом 1929—1932 років навчалася на скульптурному та політосвітньому факультетах художньої профшколи в Одесі у Мойсея Муцельмахера; у 1932—1934 роках — на графічному факультеті в Одеському художньому інституті у Михайла Жука; у 1934—1940 роках — на живописному факультеті у Київського художнього інституту у Павла Волокидіна, Сергія Григор'єва, Федора Кричевського, Михайла Козика. Дипломна робота — картина «Знатна льонівниця» (олія; керівник Федір Кричевський).
У 1940—1941 роках викладала рисунок і композицію у Львівському художньо-промисловому училищі. Під час німецько-радянської війни у 1941—1944 роках перебувала в евакуації в Новосибірську і Красноярську де займалась станковим живописом і оформляла агітаційні ешелони військових частин. Опісля переїхала до Києва. Працювала художницею у видавництвах «Радянська школа», для якого створила багато ілюстрацій для читанок і букварів, «Молодь», «Веселка», «Радянський письменник», співпрацювала з журналами «Барвінок», «Зірка» та іншими.
Жила у Києві в будинку на вулиці Дашавській, № 27, квартира № 30. 
У шлюбі з художником Степаном Кириченкрм народила доньку Олену, що також стала художницею.
Померла в Києві 4 травня 2010 року.

## Творчість
Працювала в галузі станкового живопису та книжкової графіки, створювала плакати. Серед робіт:
живопис
- «У льонівницькому колгоспі» (1940; Національний художній музей України);
- «Він буде жити» (1942);
- «Подарунок фронту» (1943; Красноярський державний художній музей імені Василя Сурикова);
- «Палять урожай» (1944);
- «Україна у вогні» (1945);
- «Портрет Героя Соціалістичної Праці» П. М. Целері (1947);
- «Сини мої» (1947; Сумський художній музей);
- «На горійській фортеці» (1949; Закарпатський художній музей);
- «Тарас Шевченко серед казахів» (у співавтстві з Ніною Волковою; 1951 — Шевченківський національний заповідник у Каневі; 1954 — Національний історико-етнографічний заповідник «Переяслав»; 1956 — Літературно-меморіальний музей Тараса Шевченка у Форті-Шевченка; ще один екземпляр у Музеї Шевченка в Торонто);
- «Тридцятитисячник» (1957);
- «Портрет підпільниці Марії Груздової» (1963, пастель);
- «Весняний ярмарок у Косові» (1980);
- «Ранок у Карпатах» (1982);
- «Осінній натюрморт» (1992).

ілюстарації до книг
- «Мужики» Владислава Реймонта (1951);
- індійських народних казок (1955);
- татарської народної казки «Соловей» (1956);
- «Альпійська астра. Повість. Новели» Петра Гуріненка (1956);
- «Велика рідня» Михайла Стельмаха (1957);
- казки «Золота гора/Іван-богатир» Наталі Забіли (1960);
- «Крізь сльози кохання» Б. П. Степанова (1962);
- «На Тарасовій горі» Вадима Скоморовського (1963);
- «Дударик» Павла Тичини (1964);
- «Про дідуся Тараса» Григорія Бойка (1964);
- «Перший учитель: Повісті гір та степів» Чингіза Айтматова (1964, 1972);
- народних казок Сербії і Чорногорії «Золотий птах» (1966).

У 1943 році виставка її робіт відбулася у Красноярську. Із 1945 року брала участь у всеукраїнських, та з 1949 року — у всесоюзних виставках.